# Marcin Tarnowski
Marcin Tarnowski (Mogilno, 1985. február 6. –) lengyel labdarúgó csatár.

## Pályafutása

### Klubcsapatokban
Tarnowski 2000-ben az Unia Janikowoban kezdte a pályafutását, ahonnan 2002-ben átigazolt az Amica Wronkihoz, ahol öt évet töltött. 2007-ben szerződést írt alá a Jagiellonia Białystok csapatával, miután korábban ennél a klubnál vett részt teszteken. Két bajnoki mérkőzésen játszott ott, aztán kölcsönadták az Unia Janikowónak. 2009-ben szerződést írt alá Zawisza Bydgoszczcal. 2017-től Dęb Barcin játékosa.

### A válogatottban
Többszörös lengyel junior válogatott. Részt vett a 2002-es dániai U17-es Európa-bajnokságon és a 2004-es svájci U19-es Európa-bajnokságon, ahol Lengyelország mindhárom mérkőzésén szerepelt.

## Fordítás
- Ez a szócikk részben vagy egészben  a   Marcin Tarnowski (piłkarz) című lengyel Wikipédia-szócikk ezen változatának fordításán alapul.  Az eredeti cikk szerkesztőit annak laptörténete sorolja fel. Ez a jelzés csupán a megfogalmazás eredetét és a szerzői jogokat jelzi, nem szolgál a cikkben szereplő információk forrásmegjelöléseként.